# جهود العثمانيين لاسترداد الجزائر
جهود العثمانيين هي محاولات لاستعادة الجزائر بعد احتلال فرنسا لها، فقد حاولت الدولة العثمانية استردادها بالوسائل الدبلوماسية، ثم بالقوة ولكن لم تنجح تلك المساعي.

## جهود العثمانيين لاسترداد الجزائر
أُبلغت الدولة العثمانية من خلال السفارة الفرنسية في إسطنبول باحتلال الجزائر، ولكن بحسب المصادر، فإنها تصرفت ببطء في إعطاء رد فعل بعد أن تواردت أخبار لديها بحدوث انقلاب في فرنسا وتواطؤ فرنسا مع إنجلترا بشأن قضية الجزائر. 

### المذكرة العثمانية
طلبت الدولة العثمانية من فرنسا أن تُعيد الجزائر التي هي ولاية تابعة لها، وأضافت أن المعاهدات المعقودة بين البلدين ينبغي أن تكون نافذة المفعول، فردت فرنسا على مطالب الدولة العثمانية بأنه لا حقَّ لها في الجزائر، ولكن الباب العالي أكد حقه في الجزائر في مذكرة بتاريخ 13 ماي / أيار 1831م قُدمت للسفير الفرنسي بإسطنبول تُبين فيها حقوق الدولة العثمانية في الجزائر:«بموجب المواثيق والأحكام المرعية بين الدولة العلية والدول الصديقة منذ القديم، فإن حقوق الدولة السنية بالجزائر ثابتة في جميع الأزمان للدولة العلية ». وفي نهاية المذكرة كرر الباب العالي طلب استرداد الجزائر:
«لما كان استرجاع البلاد المذكورة بكامل حكومتها واستقلالها لجانب الدولة العلية طلباً عالياً، فإن الشرط المذكور في المذكرة التي قدمها السفير المومأ إليه كافٍ في نفس الأمر لتحقيق ذلك ولا حاجة قطعاً لسائر القيود والشروط المختلفة، باستثناء المواد المتعلقة بشأن القرصنة والناشئة من تكفلها لتلك الشروط في معاهدات الصفاء المعقودة بين الدول ».
ولكن بقيت هذه المذكرة بدون رد من الحكومة الفرنسية في الوقت الذي ركز الباب العالي اهتمامه أيضا بعصيان محمد علي باشا والي مصر. 

### تقويم وقايع
وكان من عادة العثمانيين أن تجرى في اليوم الأول من عيد الفطر كل سنة توجيهات الوظائف العالية والتوليات. وفي سنة 1828م كتبت الجزائر في دفتر التوجيهات ولكن اسم الوالي كان شاغراً. وكتب الباب العالي في جريد «تقويم وقايع» في 07 مارس / آذار 1832م: « لما كانت ولاية الجزائر موعوداً بردها لطرف الدولة العلية عندما طلبناها، فسينظر بمقتضاه عند التنظيم ». 

### فشل الجهود الدبلوماسية العثمانية
أما عن تحركات الدولة العثمانية في أوروبا لكسب تأييد لهذه القضية فقد طلبت من إنجلترا عام 1834م مساعدتها في استرداد الجزائر، لكن وزير الخارجية الإنجليزي قد أفصح برأيه بأنه لا يستطيع أن يقول لفرنسا شيئا بشأن قضية استرداد الجزائر. وفي نفس السنة تقابل السفير العثماني مع وزير الخارجية الفرنسي بشأن قضية الجزائر لكنه أجاب أن فرنسا لن تتخلى عن الجزائر.
وهكذا كللت كل المحاولات العثمانية بالفشل، مع وضوح الموقف الإنجليزي والروسي في استرداد الجزائر من فرنسا.

## محاولات استعمال القوة
بعد أن تأكدت الدولة العثمانية من فشل الطرق الدبلوماسية، خاصة بعد أن رفضت فرنسا المذكرة التي قدمها العثمانيون عام 1835 تثبت حقها في الجزائر، رأت أن تسلك درباً أخر، خاصة وأن ما شجعها على إمكانية استعمال القوة هو حسم الخلاف الرئاسي في طرابلس الغرب، إذ اجتمعت طرابلس الغرب كولاية عادية خاضعة للدولة العثمانية، وقد أصبحت بذلك قريبة من الجزائر، وأصبح بذلك الباب العالي قادراً على التدخل الفعلي، كما يمكنه أن يربط ولاية تونس الفاصلة بين طرابلس الغرب والجزائر. ولكن هذه المحاولة باءت بالفشل ولم يقدم الباب العالي على التفكير بدعم «أحمد باي» من طرابلس الغرب بالطريق البري للدفاع عن قسنطينة في وجه الزحف الفرنسي القادم لاحتلالها، خاصة وأن أهل المدينة بعثوا بعريضة للسلطان يخبرون فيها أنهم يحاربون الفرنسين ويشحذونه على توجيه الولاية لأحمد باي ومنحه لقب باشا. 
وحسب الكاتب أرجمند كوزان «فإن مجلس الشورى قد أمر بإعطاء أحمد باي رتبة الولاية، لكنه لم يتوصل إلى قرار بهذا الشأن».

### سقوط قسنطينة
ورغم دعوة العثمانيين أيضاً لباي تونس «أحمد باشا» لدعم باي قسنطينة، لكن لم يكن لها أي تأثير عليه، لأنه ليس مضطراً لمساعدة باي قسنطينة لأنه عدو فرنسا. وما حدث هو أن قسنطينة سقطت في 13 أكتوبر 1837 واحتلت فرنسا الشرق الجزائري.
وفي أول حولية نشرتها الدولة العثمانية سنة 1847 لم تكتب اسم الجزائر في جدول الولايات العثمانية، وكان اعترافاً باحتلال فرنسا للجزائر.
ويؤكد المؤرخون أن ما حققه الباب العالي من خلال سياسته لإنقاذ الجزائر هو وضعه طرابلس الغرب تحت حكمه مباشرة حتى سنة 1912م، في حين بسطت فرنسا نفوذها على تونس في 1881م. 